# Pentapoli dorica

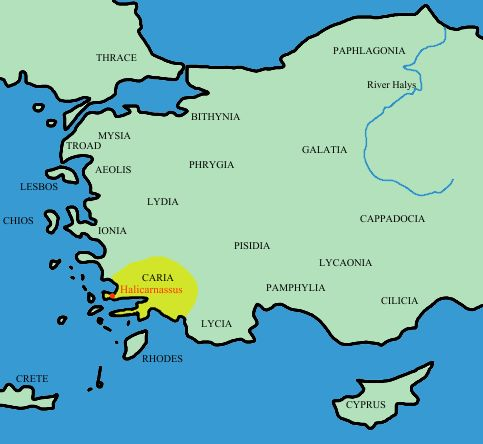
Caria (in colore giallo) e isola di Rodi ("Rhodes")

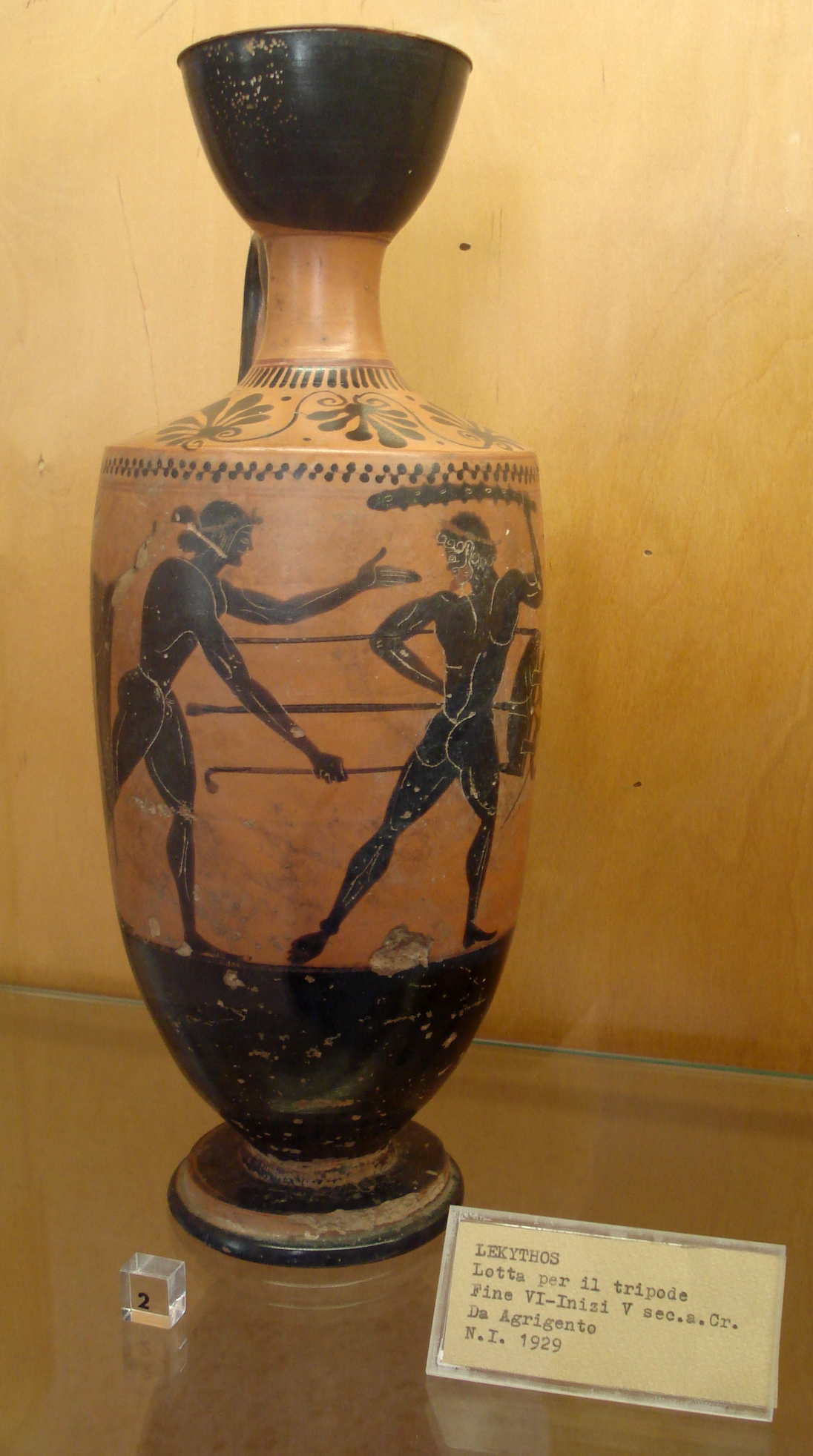
Lotta per il tripode

La pentapoli dorica era un'antica confederazione sacrale di cinque città (in greco antico: Πεντάπολις?, Pentàpolis, "cinque città") dell'antica Grecia di origine dorica in Asia Minore, costituita a partire dal VI-V secolo a.C.

## Le cinque città
Le cinque città doriche erano situate sulle coste della Caria e nelle isole vicine:
1. Camiro (isola di Rodi)
2. Cnido (sulle coste della Caria)
3. Coo (isola di Coo)
4. Ialiso (isola di Rodi)
5. Lindo (isola di Rodi)

## Storia
Attorno al VI secolo a.C. una lega di sei città di origine dorica ("esapoli dorica") si era costituita attorno al tempio di Apollo Triope nel promontorio Triopio, nei pressi di Cnido allo scopo di prendere decisioni comuni in economia e in politica estera. La Pentapoli dorica nacque attorno al VI-V secolo a.C., dopo l'espulsione di Alicarnasso dall'Esapoli a causa di un atto di empietà da parte di un suo cittadino.
Le feste comuni della lega dorica si svolgevano periodicamente, in prossimità del tempio di Apollo Triope, con giochi a cui potevano partecipare soltanto gli appartenenti alla confederazione. Ai vincitori dei giochi veniva dato come premio un tripode di bronzo, che tuttavia non poteva essere portato via dal tempio di Apollo sul Triopio.
Narra Erodoto di Alicarnasso che un cittadino di Alicarnasso, di nome Agasicle, dopo aver vinto una gara non rispettò la norma e portò via il tripode; sdegnate, le altre cinque città dell'esapoli, cioè Lindo, Ialiso, Camiro, Coo, e Cnido, esclusero dalla lega Alicarnasso, sesta città dell'Esapoli: da allora la lega si chiamò "Pentapoli dorica".
La Pentapoli dorica entrò in decadenza dopo il terremoto del 226 a.C. (durante il quale venne abbattuto il Colosso di Rodi) e sparì con il dominio romano a partire dal 164 a.C.